# Hélène
Hélène je lyrická poema nebo opera o jednom dějství s hudbou skladatele Camille Saint-Saënse. Je to první opera, pro kterou Saint-Saëns napsal vlastní francouzské libreto, které vychází z antického příběhu Heleny Trojské a Parida z řecké mytologie. Opera měla premiéru v Opéra de Monte-Carlo v Monaku dne 18. února 1904. Navzdory skromnému úspěchu byla až do roku 1919 několikrát hrána. Potom byla zapomenuta. Světová premiéra její nahrávky se uskutečnila u australského hudebního vydavatelství Melba v roce 2008.

## Inscenační historie
Hélène byla první operou, kterou Saint-Saëns složil pro operní dům v Monte Carlu, Při premiéře 18. února 1904 v Opéra de Monte-Carlo v Monaku byla uvedena společně s veristickou operou Julese Masseneta La Navarraise.
Roli Hélène zpívala sopranistka Nellie Melba, která požádala Saint-Saënse, aby operu napsal přímo pro ni. Recenze premiérového představení, i když nebyly nadšené, byly obecně pozitivní
V roce 1904 byla v květnu uvedena ještě v Covent Garden v Londýně a v listopadu v Miláně.
V Paříži měla opera premiéru v Opéra-Comique 18. ledna 1905 s Mary Garden v titulní roli a v Monte Carlu se znovu hrála v letech 1909 a 1916.
Pařížská opera ji nastudovala 20. června 1919 v Palais Garnier. Roli Heleny zpívala Marcelle Demougeot.
Poté opera upadla v zapomnění až do roku 2008, kdy ji v Melbourne nahrál Belle Époque Chorus and Orchestra Victoria s dirigentem Guillaume Tourniairem.pro hudební vydavatelství Melba.
V Česku uvedla její koncertní provedení (spolu s Perskou nocí) dne 13. února 2008 Státní opera Praha.

## Textová a hudební analýza

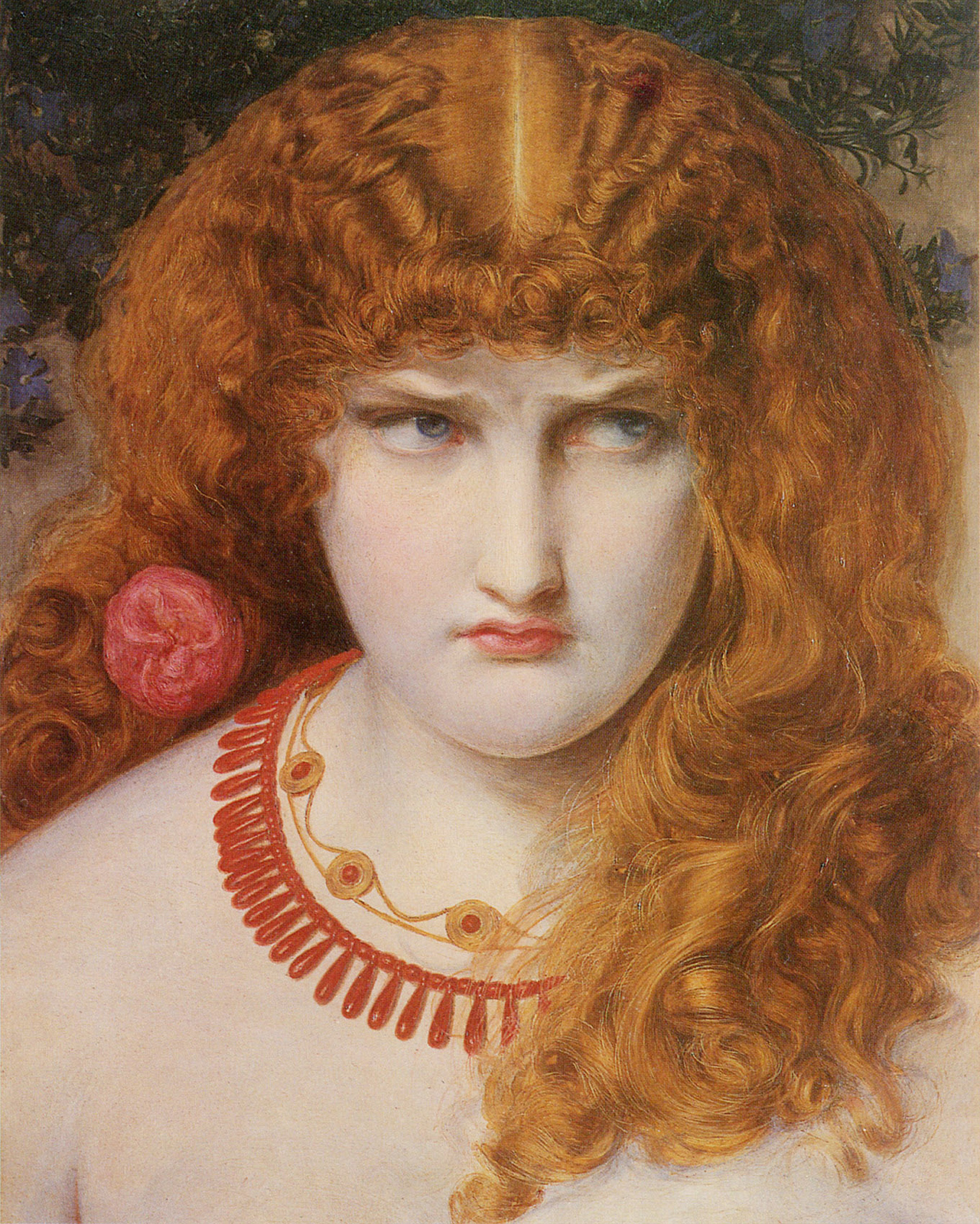
Helena Trojská, namaloval Frederick Sandys (1867)

Před skládáním Hélène viděl Saint-Saëns Offenbachovu operetu Krásná Helena („La belle Hélène") z roku 1864 na stejný příběh. Offenbacha kritizoval za jeho triviální zobrazení starověkého Řecka a za „laxní morální tón“. Naproti tomu napsal Saint-Saëns svůj text ve vysoce poetických (básnických) rýmovaných verších a rozdělil děj do sedmi scén.
Mezi barvitější epizody opery patří druhá scéna, ve které Helena na okraji velkého útesu nad propastí nejprve prosí Dia, aby ji zbavil dilema tím, že ji udeří bleskem, a také uvažuje o sebevraždě vrhnutím se z útesu do moře. Další scéna je o proroctví Pallas Athény plné děsivých, krvavých obrazů nadcházející trojské války. Kritici jako Hugo Shirley obviňují dílo z přílišného sentimentu a tvrdí, že Saint-Saënsova záměrná touha distancovat se od verismu a od dramatického cítění Richarda Wagnera mu mohla bránit v jakékoli operní psychoanalýze. Výsledkem je podle Shirleye to, že zatímco Saint-Saëns zamýšlel vytvořit seriózní portrét Heleny Trojské, díky hudbě to „někdy znělo jako parodie na sentimentalitu devatenáctého století“.

## Obsazení při premiéře
| Role   | Hkasová poloha | Premiéra 18. únor 1904 |
| ------ | -------------- | ---------------------- |
| Hélène | soprán         | Nellie Melba           |
| Pâris  | tenor          | Albert Alvarez         |
| Vénus  | sopran         | Henriette Blot         |
| Pallas | kontraalt      | Meyriane Héglon        |

## Děj opery

### První scéna
V Meneláově paláci provolávají Sparťané slávu Paridovi, synu trojského krále Priama, i svému králi Meneláovi a královně Heleně.

### Druhá scéna
Helena stojí na vrcholku skály. Je zoufalá – žila šťastně se svým manželem Meneláem. Ale příchod trojského mladíka Parida jí vzal veškerý klid. Zamiloval se do ní a přemlouvá ji k útěku do Tróje. I Helenu jeho krása očarovala. Ví však, že její láska je hříšná a prosí boha Dia, aby ji raději usmrtil.

### Třetí scéna
Nad mořem se objeví bohyně Afrodité. Říká Heleně, že je bláhové chtít zemřít a že nikdo, ani Zeus, nezvítězí nad ní, bohyní lásky. Prohlašuje, že se Helena musí podrobit kruté vůli lásky a s Paridem utéci; vždyť ho přece miluje!

### Čtvrtá scéna

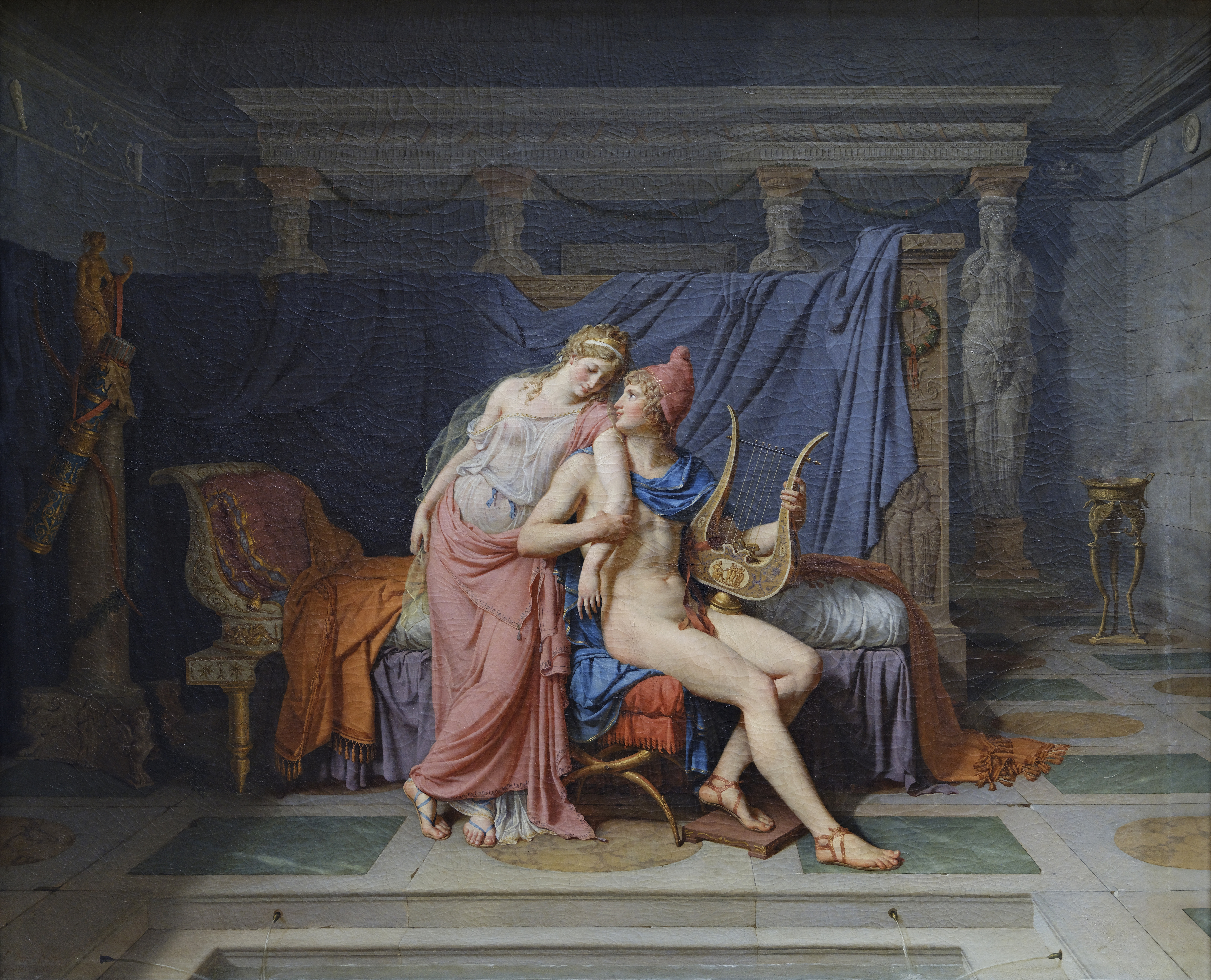
Láska Heleny a Parida (umělec: Jacques Louis David

Přichází Paris. Vášnivě vyznává Heleně lásku – miluje ji od prvního okamžiku, kdy ji spatřil. Helena ho odmítá – chce zůstat věrná svému manželovi Meneláovi. Ale Paris nepřestává naléhat: v Tróji, ve zlatém paláci Priamově, prý Helena teprve najde svůj pravý domov. Helena nakonec přiznává, že Parida miluje.

### Pátá scéna
Vtom se objeví bohyně Pallas Athéna. Posílá ji bůh Zeus – Paris se musí vzdát plánu na únos Heleny, jinak ho čeká krutý osud. Prozrazuje Paridovi, že pokud s Helenou uprchnou do Tróje, Řekové je budou pronásledovat a za deset let nelítostných bojů Tróju dobudou. Mnoho Trójanů, i Paridův otec, budou zabiti. Paris ale sudbu odmítá: nikdo nemůže vyrvat lásku z jeho srdce. Nevzdá se Heleny, ani kdyby měla být zahubena celá Trója, ani kdyby on sám měl zemřít.

### Šestá scéna
Helena je jeho rozhodnutím všechno obětovat zcela podmaněna a slibuje Paridovi, že pro něho opustí svého manžela a děti. Vždyť to sám bůh lásky Erós na sebe vzal Paridovu podobu.

### Sedmá scéna
Šťastni se vydávají na plavbu do Tróje.

## Nahrávky
| Rok  | Obsazení (Hélène, Pâris, Vénus, Pallas Athéna)                          | Dirigent Sbor a orchestr                                      | Vydavatelství                   |
| ---- | ----------------------------------------------------------------------- | ------------------------------------------------------------- | ------------------------------- |
| 2008 | Rosamund Illing, Steve Davislim, Leanne Kenneally, Zan McKendree-Wright | Guillaume Tourniaire Belle Époque Chorus a Orchestra Victoria | CD: Melba label Cat: MR301114-2 |